# Coppa del Generalissimo 1963 (hockey su pista)
La Coppa del Generalissimo 1963 è stata la 20ª edizione della principale coppa nazionale spagnola di hockey su pista. Il torneo ha avuto luogo dal 23 al 27 maggio 1963.
Il trofeo è stato vinto dal Barcellona per la terza volta nella sua storia superando nel girone il Voltregà.

## Squadre partecipanti
- Barcellona
- Cibeles
- Coma Cros
- Femsa Madrid
- Voltregà

## Risultati
| Squadra 1      | Risultato | Squadra 2    |
| -------------- | --------- | ------------ |
| 23 maggio 1963 |           |              |
| Cibeles        | 3 - 9     | Voltregà     |
| Coma Cros      | 1 - 4     | Barcellona   |
| 24 maggio 1963 |           |              |
| Coma Cros      | 6 - 1     | Cibeles      |
| Femsa Madrid   | 1 - 4     | Barcellona   |
| 25 maggio 1963 |           |              |
| Cibeles        | 2 - 5     | Femsa Madrid |
| Coma Cros      | 1 - 4     | Voltregà     |
| 26 maggio 1963 |           |              |
| Femsa Madrid   | 2 - 14    | Voltregà     |
| Cibeles        | 0 - 9     | Barcellona   |
| 27 maggio 1963 |           |              |
| Coma Cros      | 7 - 1     | Femsa Madrid |
| Voltregà       | 1 - 1     | Barcellona   |

| Squadra      | Pt | G | V | N | P | GF | GS | DG  |
| ------------ | -- | - | - | - | - | -- | -- | --- |
| Barcellona   | 7  | 4 | 3 | 1 | 0 | 18 | 3  | +15 |
| Voltregà     | 7  | 4 | 3 | 1 | 0 | 28 | 7  | +21 |
| Coma Cros    | 4  | 4 | 2 | 0 | 2 | 15 | 10 | +5  |
| Femsa Madrid | 2  | 4 | 1 | 0 | 3 | 9  | 27 | -18 |
| Cibeles      | 0  | 4 | 0 | 0 | 4 | 6  | 29 | -23 |